# Гагарински рејон
Гагарински рејон (рус. Гагаринский район) административно-територијална је јединица другог нивоа и општински рејон на крајњем североистоку Смоленске области, у европском делу Руске Федерације.
Административни центар рејона налази се у граду Гагарину. Према проценама националне статистичке службе, на подручју рејона је 2014. живело 46.415 становника или у просеку 16,83 ст/км².
У централном делу рејона, у селу Клушино 1934. је рођен руски и совјетски космонаут Јуриј Гагарин.

## Географија
Гагарински рејон обухвата територију површине 2.904 км² и на 3. је месту је по површини међу рејонима Смоленске области. Граничи се са Сичјовским рејоном на северозападу, Новодугиншким на западу, Вјаземским на југозападу и Тјомкиншким на југу. На северу су рејони Тверске, а на истоку Московске области.
На територији рејона налази се најисточнија тачка Смоленске области која се налази на око 4 км источно од села Запрудња (на координатама 55°35′39″ сгш. 35°23′19″ игд). Највећи део територије налази се на на побрђима Смоленског побрђа, док су низијска подручја углавном уз долине река на западу рејона.
Најважнији водотоци који протичу преко територије рејона су Вазуза, Јауза и Гжат, али и горњи делови тока реке Москве. На територији области налазе се и делови два велика вештачка језера Вазуског и Јауског (делови такозваног Вазуског хидросистема).
Тла су углавном подзоластог типа, са ниским садржајем хумуса. Шуме заузимају око 42% површина.

## Историја
Претеча данашњег рејона био је Гжатски округ Смоленске губерније који је основан још давне 1775, и постојао све до 1929. године када је формиран Гжатски рејон (од територија некадашњег Гжатског, Вјаземског и Сичјовског округа). Рејон је преименован у Гагарински 1968. године.

## Демографија и административна подела
Према подацима пописа становништва из 2010. на територији рејона је живело укупно 48.928 становника, а око 65% популације је живело у административном центру. Према процени из 2014. у рејону је живело 46.415 становника, или у просеку 16,83 ст/км².
| 1959.  | 1979.  | 1989.  | 2002.  | 2010.  | 2014.   |
| ------ | ------ | ------ | ------ | ------ | ------- |
| 30.145 | 23.962 | 21.978 | 46.401 | 48.928 | 46.415* |

Напомена: према процени националне статистичке службе.
На територији рејона постоје укупно 254 сеоска и једно градско насеља, подељених на 15 сеоских и једну урбану општинр. Административни центар рејона је град Гагарин у којем живи скоро 70% укупне популације рејона.

## Привреда и саобраћај
Пољопривреда је најважнији извор прихода, посебно млечно и месно говедарство, и производња кромпира и лана.
Преко територије рејона пролазе два најважнија саобраћајна правца у области, аутопут М1 «Беларус» који повезује Москву са Минском и железница Москва—Смоленск.